# یتنتات (واشینگتن)
یتنتات (به انگلیسی: Yethonat) یک منطقهٔ مسکونی در ایالات متحده آمریکا است که در شهرستان یاکیما، واشینگتن واقع شده‌است. یتنتات ۲۴۷ متر بالاتر از سطح دریا واقع شده‌است.